# Donnie Darko
Donnie Darko – film amerykański z 2001 r., znajdujący się na pograniczu kilku gatunków filmowych: dramatu, science fiction, filmu młodzieżowego oraz psychologicznego. Film jest pierwszym dziełem długometrażowym reżysera i scenarzysty Richarda Kelly'ego.

## Obsada
- Jake Gyllenhaal – Donald J. Darko
- Holmes Osborne – Eddie Darko
- Maggie Gyllenhaal – Elizabeth Darko
- Daveigh Chase – Samantha Darko
- Mary McDonnell – Rose Darko
- James Duval – Frank
- Patrick Swayze – Jim Cunningham
- Beth Grant – Kitty Farmer
- Jena Malone – Gretchen Ross
- Noah Wyle – Kenneth Monnitoff
- Drew Barrymore – Karen Pomeroy
- Katharine Ross – Dr. Lillian Thurman
- Patience Cleveland – Roberta Sparrow (Babcia śmierć)
- Ashley Tisdale - Kim

## Zarys fabuły
Donnie Darko, nastoletni bohater filmu, znajduje się w pętli czasowej, z przekonaniem, że pozostało mu nieco ponad 28 dni do końca świata. Domniemane znaczenie metafizyczne tej pętli (w czasie jej istnienia Donnie spełnić ma pewną misję) może być jednak zinterpretowane również przez pryzmat choroby psychicznej bohatera, która powoduje, że niełatwo jest tu oddzielić efekty choroby od wydarzeń faktycznie łamiących prawa natury.
Donnie mieszka, wraz z siostrami i rodzicami, w domu na przedmieściach Middlesex, w stanie Wirginia. Nocą drugiego października 1988 Donnie zostaje obudzony przez postać w kostiumie budzącego grozę królika, Franka, który informuje go, że świat skończy się za 28 dni, 6 godzin, 42 minuty i 12 sekund. Donnie opuszcza mieszkanie wraz z Frankiem, budzi się rano na polu golfowym i wróciwszy, zdaje sobie sprawę, że jego dom, a zwłaszcza jego pokój, został częściowo zniszczony przez silnik odrzutowy, który odpadł od przelatującego samolotu – wizyta Franka uratowała mu więc życie.
To zdarzenie jednak zachwiało zwykły porządek świata, przewidziany między innymi w pojawiającym się kilkakrotnie w filmie dziele: Filozofia podróżowania w czasie (The Philosophy of Time Travel). Następujące później wydarzenia mają przywrócić ów porządek w czasie wspomnianych przez Franka 28 dni (co ciekawe, zdjęcia do filmu trwały także 28 dni). Elementami charakterystycznymi fabuły są pojęcia wszechświata równoległego oraz paradoksy przyczynowo-skutkowe.
Pojawiające się w filmie wyrażenie Każde żywe stworzenie umiera samotnie (Every living creature on Earth dies alone) stanowi jego swoistą mantrę. Ostateczna interpretacja wydarzeń pozostaje otwarta, mimo wyjaśniających komentarzy reżysera zawartych w podwójnym DVD (wydanym w czerwcu 2004, w wersji Director's Cut). Tym samym sposób, w jaki przedstawione są stosunki społeczne oraz uproszczenia psychologiczno-filozoficzne proponowane przez obecnego w filmie neo-guru, typowego dla amerykańskiej kultury masowej, posiada wartość niezależną od zrozumienia przekazu ogólnego.
Dla niektórych kinomanów Donnie Darko stał się dziełem kultowym.

## Nagrody
2001 – Richard Kelly (i Donnie Darko) wygrał nagrodę za najlepszy scenariusz na Catalonian International Film Festival i San Diego Film Critics Society. Donnie Darko wygrał nagrodę publiczności na Sweden Fantastic Film Festival. Film dostał nominacje do nagrody za najlepszy film na Catalonian International Film Festival i do nagrody jury podczas Sundance Film Festival.
2002 – Donnie Darko wygrał nagrodę specjalną na Young Filmmakers Showcase w ramach Academy of Science Fiction, Fantasy and Horror Films. Film wygrał Silver Scream Award podczas Amsterdam Fantastic Film Festival. Kelly został nominowany do nagrody za najlepsze pierwsze dzieło i najlepszy pierwszy scenariusz, natomiast Jake Gyllenhaal dostał nominacje do nagrody za najlepszą pierwszoplanową rolę męską na Independent Spirit Awards. Film dostał także nominacje do nagrody za Best Breakthrough Film w ramach Online Film Critics Society Awards.
2003 – Jake Gyllenhaal został mianowany najlepszym aktorem i Richard Kelly najlepszym oryginalnym scenarzystą podczas Chlotrudis Awards, gdzie Kelly dostał również nominacje do nagrody za najlepszą reżyserię i najlepszy film.
2005 – Donnie Darko znalazł się w pierwszej piątce filmów stacji telewizyjnej ABC.